# Palpares libelluloides
Palpares libelluloides es una especie de insecto del género Palpares perteneciente a la familia Myrmeleontidae. Es propio del sur de Europa.

## Descripción

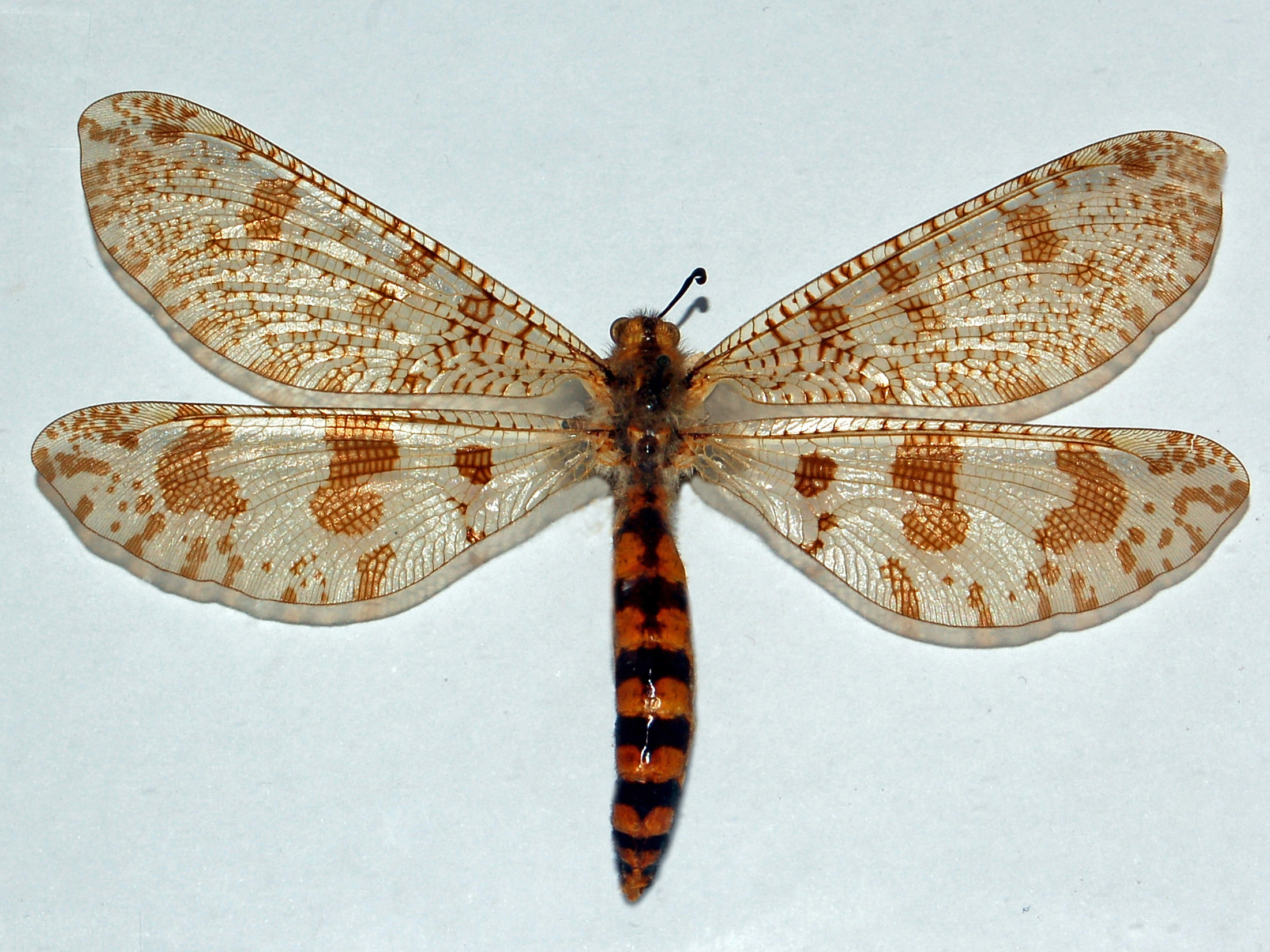
Ejemplar en exhibidor.

Palpares libelluloides posee una envergadura de alas relativamente amplia que llega a ser de 10 cm. Sus largas alas poseen pintas marrón oscuro. Los machos se reconocen por sus largos y delicados apéndices genitales.
Los imagos poseen actividad diurnas y nocturna, y se muestran activos de mayo a septiembre. Por lo general su vuelo es corto y cercano al suelo.
Su nombre específico libelluloides significa "que se asemeja a una libélula".

## Distribución
Esta especie se encuentra diseminada en las regiones mediterráneas, especialmente en Albania, Bulgaria, Francia, Grecia, Hungría, Italia, Rumania, España y Turquía. Se le suele encontrar en matorrales y laderas rocosas en elevaciones de hasta 1000 m s. n. m.